# Монумент воинской и трудовой Славы (Пенза)
Мемориал воинской и трудовой Славы — памятник на площади Победы в городе Пензе, посвящённый воинским и трудовым подвигам жителей и уроженцев Пензенской области в годы Великой Отечественной войны 1941—1945 годов. Является главным региональным памятником такого рода. Один из наиболее известных и узнаваемых символов Пензы.
Закладка мемориала состоялась 9 мая 1970 года. 9 мая 1975 года, к 30-й годовщине Победы в Великой Отечественной войне, на Холме Славы состоялось торжественное открытие памятника-мемориала в честь тех, кто не вернулся с полей сражений в родные края. Памятник сооружён на средства трудящихся города и области.

## Описание монумента
Памятник был отлит на заводе "Монументскульптура" имени М. Г. Манизера в Ленинграде. Его создали скульпторы Ленинградского отделения художественного фонда СССР: заслуженный деятель искусств РСФСР Г. Д. Ястребенецкий, В. Г. Козенюк, Н. А. Теплов и архитектор В. А. Сохин. Сооружение осуществили рабочие Пензенского дорожно-строительного управления, гранитчики Московского метростроя.
На вершине специально сооружённого Холма Славы на шестиметровом гранитном постаменте (600*90*100 см) установлена фигура Родины-матери с ребёнком на левом плече. В правой руке у ребёнка позолоченная ветвь, олицетворяющая продолжающуюся жизнь. Впереди, у подножия, на двухметровом пьедестале (200*115*175 см) — бронзовая фигура воина-защитника в шинели, перехваченной ремнём, пилотке и крылатой плащ-палатке. В правой руке воин сжимает винтовку, левая отведена в сторону, словно защищая женщину и ребёнка — Родину и её будущее.
Перед памятником расположена металлическая пятиконечная звезда, в центре которой находится Вечный огонь. На плитах, перед Вечным огнём, высечен текст:
«СЛАВА ИХ ВЕЧНА, ПАМЯТЬ О НИХ СВЯЩЕННА».
На вершине Холма Славы в присутствии почётных гостей — Героев Советского Союза, кавалеров ордена Славы — были заложены гильзы с землёй с братских могил из крепости-героя "Брест", городов-героев Москвы, Ленинграда, Волгограда, Киева, Минска, Одессы, Севастополя, Керчи, Новороссийска.
Пять гранитных лестничных маршей, окружающих памятник, в общем ансамбле имеют форму пятиконечной звезды. Они обращены к пяти улицам города — Ленина, Луначарского, Коммунистической, Карпинского, проспекту Победы.
В нише одного из гранитных ступенчатых маршей хранится региональная Книга памяти с именами 100 185 воинов-пензенцев, погибших в годы Великой Отечественной войны, имена которых были установлены на момент открытия мемориала.
Мемориал был размещён в новом, только что застроенном на тот момент районе, центральной магистралью которого стал проспект Победы, берущий начало от площади Победы. В центре площади и расположен монумент.

## Авторы монумента
- Валентин Григорьевич Козенюк (1938—1997), петербургский скульптор, известный в наше время по памятникам Александру Невскому в Санкт-Петербурге, г. Пушкине, пос. Усть-Ижора и др. Также участвовал в создании памятника «Первопоселенец» в Пензе (1980);
- Н. А. Теплов, скульптор, уроженец села Чемодановка Бессоновского района Пензенской области, выпускник Пензенского художественного училища;
- Г. Д. Ястребенецкий, заслуженный деятель искусств РСФСР;

Праздничные мероприятия у монумента 9 мая 2015 года

- В. А. Сохин, архитектор.

## Почётный караул
В советское время у памятника ежедневно стоял Почётный караул из школьников в военной форме по инициативе ветерана ВОВ полковника Пызарова Александра Васильевича. В настоящее время почётный караул у мемориала выставляется в дни ряда государственных праздников и памятных дат: 
- День защитника Отечества (23 февраля);
- День Победы (9 мая);
- День памяти и скорби (22 июня).

В эти дни у монумента также проходят официальные церемонии возложения венков и цветов. А в День Победы, помимо этого, — торжественный митинг, шествие участников акции «Бессмертный полк», а также торжественный марш офицеров и курсантов Пензенского артиллерийского инженерного института (в том числе, иностранных курсантов в военной форме своих государств) и учащихся кадетских школ города.
В 2000 году, к 55-летию победы в Великой Отечественной войны рядом с мемориалом был построен православный Храм-часовня Михаила Архангела по проекту пензенского архитектора Виктора Евгеньевича Герасимова.

### Видео
- 9 мая 2015. День Победы. Торжественный марш (военный парад) на площади Победы у Монумента воинской и трудовой Славы
- 9 мая 2016. День Победы. Торжественный марш (военный парад) на площади Победы у Монумента воинской и трудовой Славы
- 9 мая 2018. День Победы. Торжественный марш (военный парад) на площади Победы у Монумента воинской и трудовой Славы